# André da Rocha (kommun)
André da Rocha är en kommun i Brasilien.   Den ligger i delstaten Rio Grande do Sul, i den södra delen av landet, 1 500 km söder om huvudstaden Brasília. Antalet invånare är 1 216.
Följande samhällen finns i André da Rocha:
- André da Rocha

I omgivningarna runt André da Rocha växer huvudsakligen savannskog. Runt André da Rocha är det mycket glesbefolkat, med 3 invånare per kvadratkilometer.